# Hôtel de Cadaval
L’hôtel de Cadaval, précédemment hôtel d’Artigaux est un ancien hôtel particulier situé au no 5, rue Louis-Barthou à Pau dans le département français des Pyrénées-Atlantiques, en région Nouvelle-Aquitaine.
Il est construit à partir de 1837, à la demande du baron Bertrand d’Artigaux, 1er président de la Cour de Pau.
En octobre 1844, le pianiste Franz Liszt y séjourne pendant une semaine, alors qu’il se rend en tournée en Espagne.
À partir de 1879, il devient la propriété de la famille des ducs de Cadaval, branche cadette de la famille de Bragance, dynastie royale de Portugal, qui laissent leur nom à l'hôtel.
L’hôtel a servi de prison dorée à Moncef Bey, de 1945 jusqu’à sa disparition en 1948. En témoigne une plaque commémorative apposée sur la grille d’entrée.
Racheté par l’État en 1955, il abrite depuis la caisse d’allocations familiales.

## Situation
L’hôtel est situé non-loin du lycée Louis-Barthou et possède également une entrée au no 10, boulevard des Pyrénées. Il est mitoyen de l’hôtel Boscary de Romaine, siège de la banque de France à Pau, depuis 1914.

## Histoire
L’hôtel est construit de 1836 à 1838, à la demande du baron Bertrand d’Artigaux, fils du politique Antoine d'Artigaux, à la suite de l’acquisition du terrain, le 4 octobre 1836, à l’anglaise Catherine Hill, pour la somme de 4 500 francs.

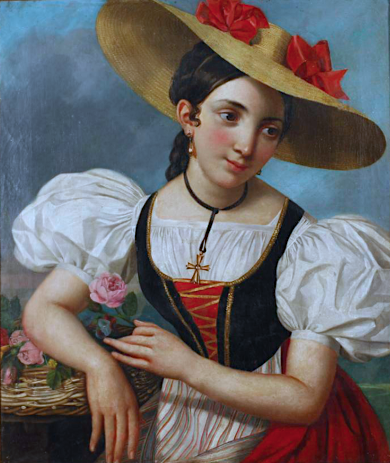
Caroline de Saint-Cricq en 1830

En 1831, le baron avait épousé Caroline de Saint-Cricq, fille d’un collègue et ami de son père, le comte Pierre de Saint-Cricq. Caroline eut pour amour de jeunesse le célèbre musicien Franz Liszt qui lui donna des leçons de piano de 1827 à 1828, dans l’hôtel parisien familial du no 116, rue de Grenelle, actuelle mairie du 7e arrondissement de Paris. Si son mari ne fréquente que rarement les lieux du fait de ses affaires, Caroline y tiendra un salon, de 1833 à 1871.
En 1844, elle y reçoit Franz Liszt durant une semaine, à la suite de deux concerts donnés à Pau, les 8 et 10 octobre, et également un à Sus, à l’occasion de sa tournée vers l’Espagne.
À partir de 1848, à la suite de la chute de la monarchie de Juillet, elle y reçoit également son père venu passer ses vieux jours dans son Béarn natal. Il s’éteindra dans l’hôtel le 25 février 1854.

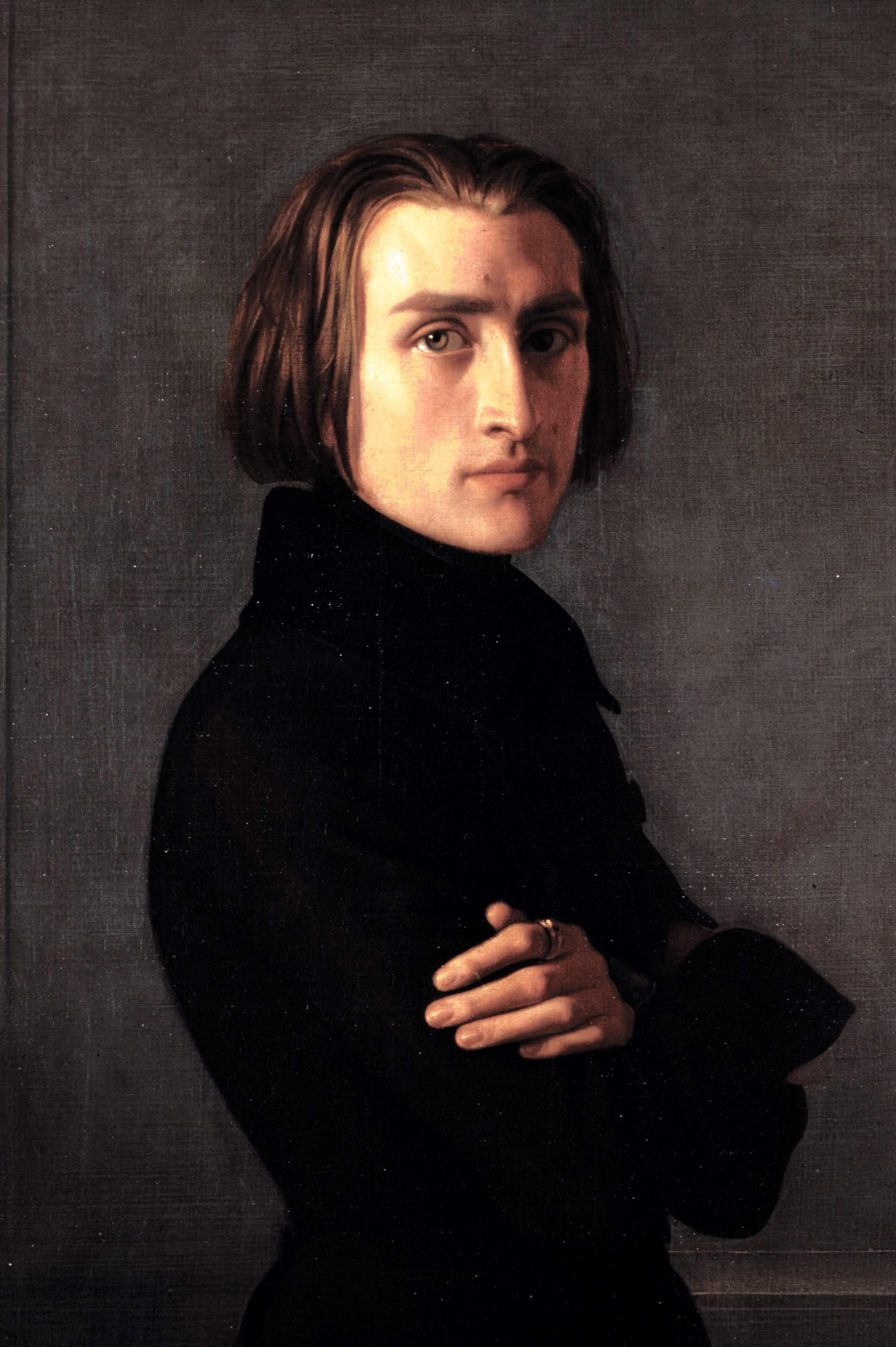
Franz Liszt - 1839 - par le peintre Henri Lehmann

Le 20 novembre 1858, le baron se porte acquéreur d’un terrain dans la continuité du jardin de l’hôtel descendant jusqu’au bois Louis en bord de l’Ousse, pour la somme de 25 182, 28 francs.
En 1872, Caroline meurt dans l’hôtel ; le baron, affecté, se retire dans sa propriété de Moncayolle, où il disparait trois ans plus tard. Ce dernier, par testament, fait de ses neveux, Charles et Félix de Lataulade, les héritiers de l’ensemble de ses biens immobiliers, laissant sa fortune et ses biens meubles à sa fille Berthe, qui consacre le reste de sa vie à la fondation du Carmel de Bethléem, en Palestine, où elle s’éteint le 5 mars 1887. Comme toutes les autres propriétés du baron, l’hôtel est mis en vente aux enchères, par ses deux héritiers, le 1er octobre 1875, pour une mise à prix de 20 000 francs.
Il est acquis par Maria Da Piedade Alvarés Pereira de Mello, veuve et néanmoins nièce du 7e duc de Cadaval. En 1898, à la mort de cette dernière, la propriété échoit à son fils aîné, Jayme II, 8e duc de Cadaval, qui décède dans l’hôtel le 26 juin 1913.
Sa veuve Maria Zileri Dal Verme, en hérite avec leur fils, Nuno V, 9e duc de Cadaval, né dans l’hôtel le 29 novembre 1888. Cette dernière fait agrandir l’hôtel par une aile à l’ouest, abritant notamment une chapelle, par l’architecte palois Jules Noutary.
La duchesse douairière décède en 1952, et le 9e duc de Cadaval y réside par intermittence en compagnie de son épouse, Diane de Gramont de Coigny, fille du physicien Arnaud de Gramont.
Devenue veuve en 1935, la duchesse n’y réside alors plus que très rarement et met l’hôtel en location. L’hôtel reste relativement inhabité pendant la Seconde Guerre mondiale.

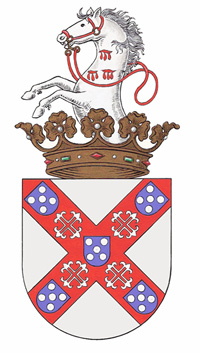
Armes de la famille de Cadaval.

En 1943, Moncef Bey, Bey de Tunis, est destitué, puis transféré le 17 octobre 1945 dans l’hôtel, qui lui servira de prison dorée jusqu’au 1er septembre 1948, où il s’y éteint.
Jayme III, 10e duc de Cadaval, en hérite après le décès de sa mère en 1955. La même année, ce dernier vend l’hôtel à l’État, qui y reçoit diverses personnalités avant de le mettre à disposition de la caisse d’allocations familiales, qui occupe encore les lieux aujourd’hui.

## Description
L’hôtel, à l’origine entre cour et jardin, se compose d’un bâtiment principal de plan massé construit dans le style italianisant, dérive de l’architecture néo-renaissance.
Sur la rue Louis-Barthou, se trouve alors une aile de communs, qui est alors l’entrée principale de l’hôtel. Elle est percée d’une imposante et lourde porte cochère et abrite les remises et écuries ainsi que les logements du personnel de maison.
Le bâtiment principal se compose de cinq niveaux dont un, en sous-sol, abritant alors une chaufferie et les cuisines, un rez-de-chaussée surélevé, suivi de deux niveaux abritant les chambres et un dernier niveau sous combles, destiné au personnel.
Si la façade côté cour est d’une étonnante sobriété, la façade côté jardin est quant à elle, richement ornée.
En 1875, lors de sa vente, l’hôtel est composé comme suit: 
« Une propriété située à Bizanos et Pau, comprenant maison d’habitation en mauvais état d’entretien, appelée Dartigaux Beauregard, ensemble toutes les dépendances qui font suite à cette maison telles qu’appentis, vieilles maisons, loges à cochons, volières, granges, et diverses pièces de terre en nature de labourable, pré et jardin, ayant une contenance de deux hectares en labourable, deux hectares cinq ares quatre-vingt-quinze centiares en pré, de trente-huit ares en jardin. Ils forment un seul et même tenant et confrontent au canal de l’usine Heïd, à l’usine à gaz et à terres de divers propriétaires. Mise à prix de ces immeubles, vingt-mille francs. »
En 1894, en raison de la construction du boulevard des Pyrénées, le parc de l’hôtel, qui s’étend alors en pente irrégulière, jusqu’au Bois-Louis en bord de l’Ousse, se voit largement amputé à la suite d'une expropriation. En résulte, le déplacement d’une fontaine et la construction, à sa place, d’une imposante grille en fer forgé, encadrée de deux belvédères. L’escalier d’accès au jardin, à l’origine droit, se voit transformé en terrasse encadré d’un double escalier en fer à cheval dans le même style que les belvédères.
De 1905 à 1906, une annexe, abritant une chapelle et une sacristie au premier étage et un jardin d’hiver au rez-de-chaussée, est ajoutée sur le côté ouest de l’hôtel, œuvre de l’architecte palois Jules Noutary.
À partir de 1955, les services de la Caf s’installent dans l’hôtel, et les intérieurs de ce dernier, peu adaptés à un usage de bureaux, commencent à être fortement dénaturés par une malheureuse série de travaux.
En 1979, le bâtiment sur rue est détruit afin d’accueillir un parking, et un immeuble abritant de nouveaux bureaux est construit en aplomb de la résidence voisine, puis inauguré en 1983. L’hôtel est également entièrement réhabilité à cette époque et perd définitivement son aménagement intérieur, ainsi que son escalier permettant l’accès au jardin.
En 2003 à 2008, l’hôtel fait l’objet d’une série de travaux, cela sera sa dernière rénovation d’envergure, une annexe est construite au pied de l’immeuble, l’hôtel est rafraîchi et modernisé, et le jardin côté boulevard est également transformé en parking.

## Lieu de mémoire
En 2015, en souvenir de Moncef Bey et de sa famille, qui y vécurent de 1945 à 1948, une plaque commémorative est apposée sur la grille de l’hôtel, en présence de François Bayrou, maire de Pau, et de Mohamed Ali Chichi, alors ambassadeur de Tunisie en France.

## Galerie

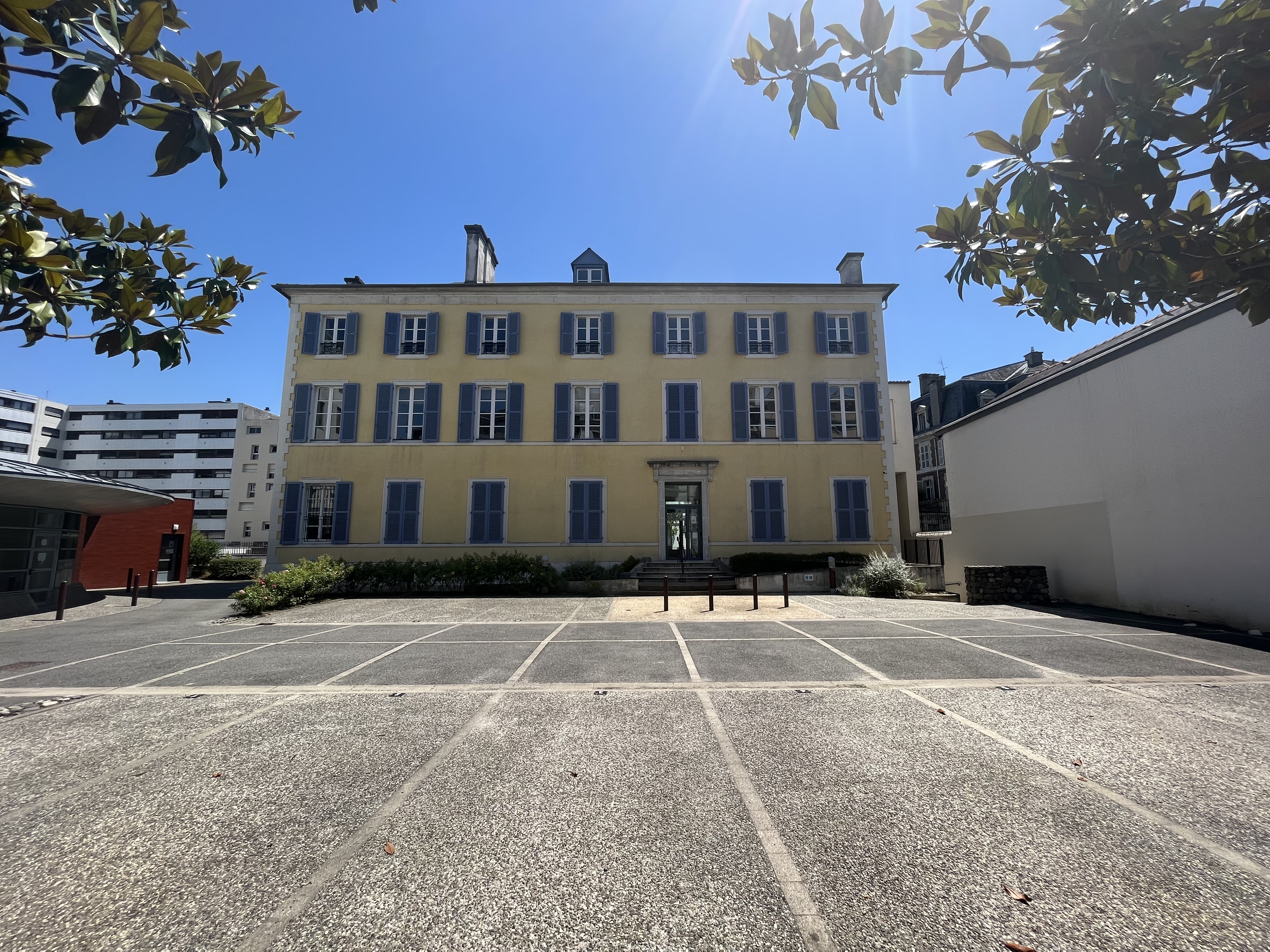
Façade nord de l'hôtel.
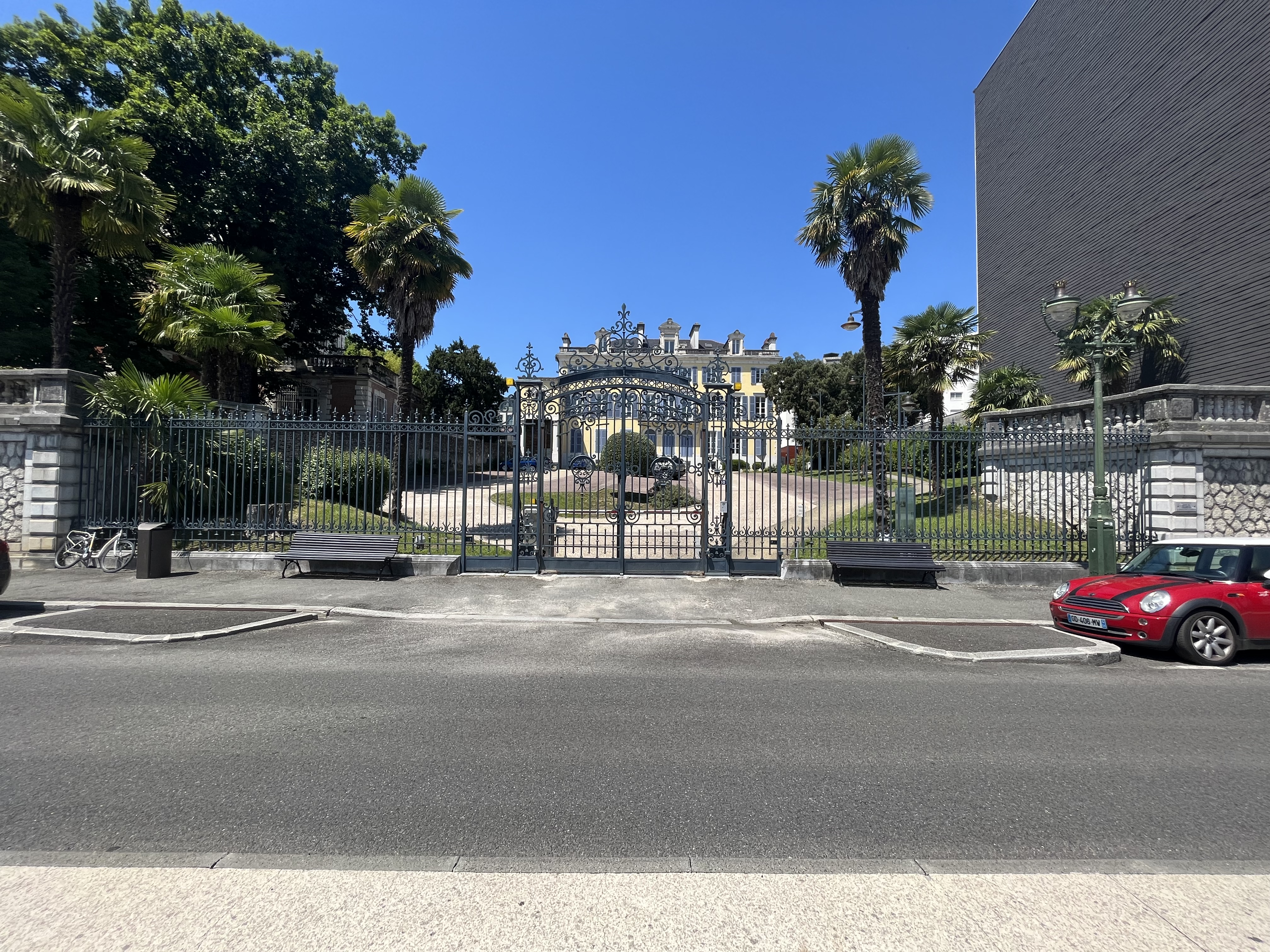
Grille de l'hôtel donnant sur le boulevard des Pyrénées.
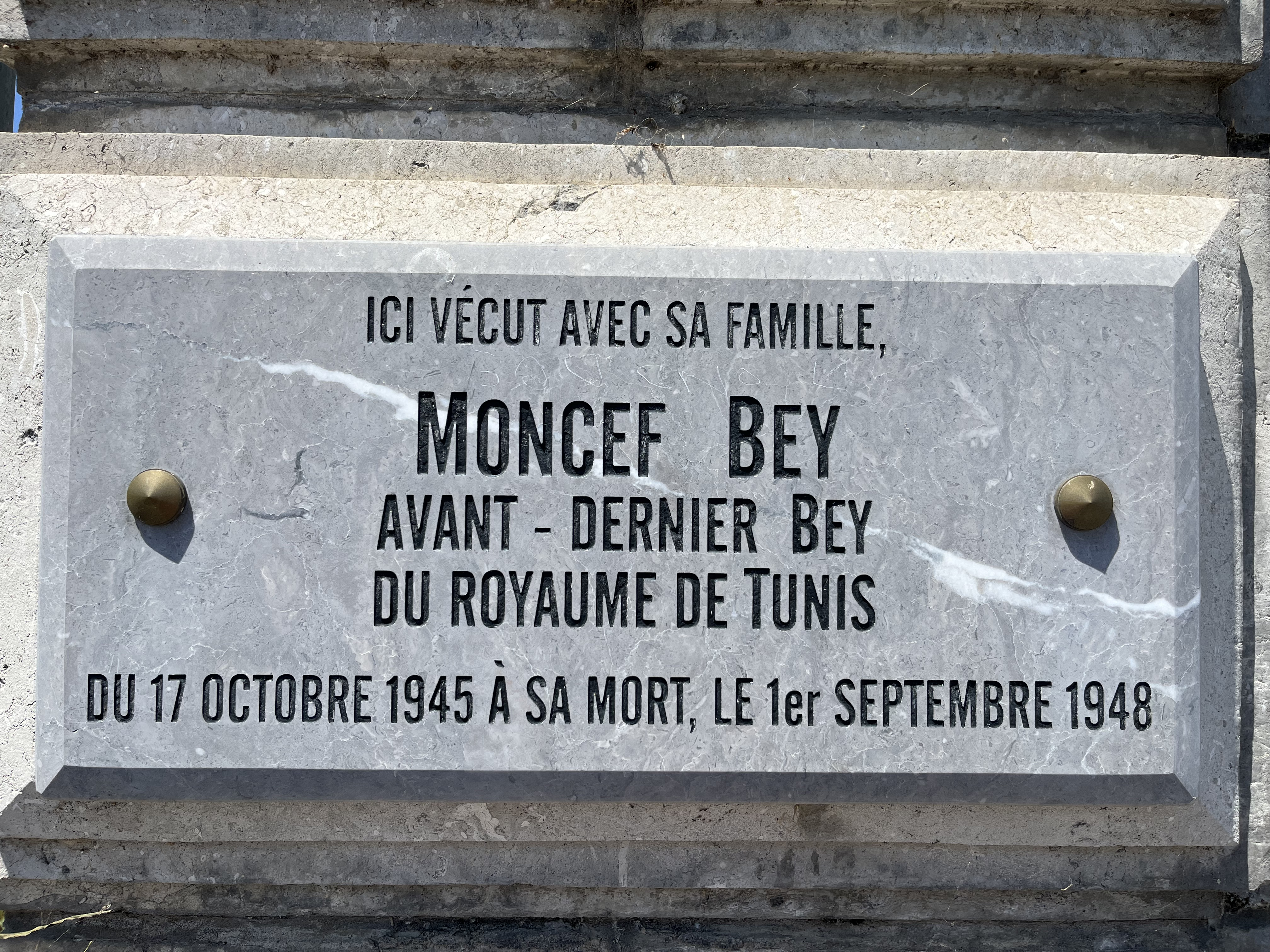
Plaque commémorative apposée sur la grille.